# Nyctale de Harris
Aegolius harrisii
Espèce
Synonymes
- Nyctale harrisii Cassin, 1849
(protonyme)

Statut de conservation UICN

 LC  : Préoccupation mineure
Statut CITES
La Nyctale de Harris (Aegolius harrisii) est une espèce d'oiseaux de la famille des Strigidae.

## Répartition

Aire de répartition de la Nyctale de Harris.

Cette espèce vit en Amérique du Sud.

## Taxinomie
La dénomination spécifique, harrisii, commémore l'ornithologue américain Edward Harris.

## Sous-espèces
D'après la classification de référence (version 14.1, 2024) de l'Union internationale des ornithologues, la Nyctale de Harris possède 3 sous-espèces (ordre philogénique) :
- Aegolius harrisii harrisii (Cassin, 1849) ;
- Aegolius harrisii iheringi (Sharpe, 1899) ;
- Aegolius harrisii dabbenei Olrog, 1979.